# Zheng Shuang (artista)
Zheng Shuang (xinès:郑爽,; nascut el 1936 a Changchun, Jilin) és un artista gravador en fusta xines que viu a Guangzhou, província de Guangdong.
Zheng Shuang es va graduar a l'Acadèmia Central de Belles Arts de Pequín el 1962 i, més tard, el 1963 va ser nomenat professor del Guangzhou College of Art. L'Hortènsia de Zheng Shuang va guanyar una medalla d'or al Saló de Primavera de París del 1982.